# Teodoro de Croix
Teodoro de Croix (Lille, França, 20 de junho de 1730 - Madrid, Espanha, 8 de abril de 1792) foi um militar e administrador colonial espanhol. De 6 de abril de 1784 a 25 de março de 1790 foi vice-rei do Peru.

## Biografia
Teodoro de Croix nasceu na França. Aos 17 anos ele entrou no exército espanhol e foi enviado para a Itália como um alferes de granadeiros da Guarda Real. Em 1750 foi transferido para a Guarda de Walloon, guarda-costas dos reis da Casa de Bourbon da Espanha. Em 1756 ele foi promovido a tenente e foi feito cavaleiro da Ordem Teutónica. Tornou-se coronel em 1760.
Em 1766 ele chegou a Nova Espanha, como um capitão da guarda do vice-rei Carlos Francisco de Croix. Em seguida, serviu como comandante da fortaleza em Acapulco e como inspetor de todas as tropas do vice-reinado. Ele permaneceu no cargo até 1770. No ano seguinte, o mandato do vice-rei Croix terminou, e Francisco e Teodoro retornaram à Espanha. O visitador José de Gálvez retornou com eles.

## Provincias Internas del Norte
O Comando Geral das Províncias do Interior (Províncias do Norte) foi criado na Nova Espanha em 1776, incorporando Nueva Vizcaya, Santa Fe de Nuevo México, Nuevo León, Coahuila de Zaragoza, Sonora y Sinaloa, Las Californias e Texas. Este acordo foi uma resposta aos numerosos ataques feitos por Apaches, Seris, Comanches e outras tribos indígenas, e pelo temor de uma invasão por outras potências européias. A sede foi estabelecida em Arizpe, Sonora.
Em 16 de maio de 1776, o rei Carlos III de Espanha nomeou o brigadeiro Teodoro de Croix o primeiro comandante geral da nova jurisdição. Ele substituiu Hugo Oconór, nomeado pelo vice-rei da Nova Espanha Antonio María de Bucareli y Ursúa , o chefe das forças espanholas na fronteira norte. Ele era independente do vice-rei da Nova Espanha na maior parte do território, mas em Alta California os dois dividiam o poder.
Croix assumiu seu cargo em 1 de janeiro de 1777. Em agosto deixou a Cidade do México para inspecionar sua nova jurisdição. Ele era responsável pela defesa militar, pela colonização civil e pela conversão dos índios espalhados pelo vasto território. Croix relatava diretamente ao ministro das Índias, José de Gálvez.
Ele construiu a mais poderosa força militar já vista ao longo da fronteira norte do Texas até Sonora. Em 24 de outubro de 1781 o rei aprovou a separação das duas Californias.

## Vice-rei do Peru
Croix foi nomeado tenente-general e vice-rei do Peru em 13 de fevereiro de 1783. Ele repassou o comando das Provincias Internas del Norte para Felipe de Neve.
Como vice-rei do Peru, descentralizou o governo através da criação de sete intendencias. Construiu o anfiteatro anatômico e começou o Jardim Botânico de Lima. Adotou medidas rigorosas para suprimir o pensamento dos enciclopedistas e revolucionários americanos e franceses. Melhorou a fortificação da costa e colaborou na criação da Junta Superior de Comercio e do Tribunal de Minería (1786).
Seu mandato como vice-rei terminou em 1790 e ele retornou à Espanha. Em 1791 foi nomeado coronel da guarda do rei e comandante da Ordem Teutônica. Teodoro de Croix morreu em Madrid no ano seguinte.
Os moradores de Lima o conheciam como el Flamenco (o Flamengo.